# Borovice Elliottova

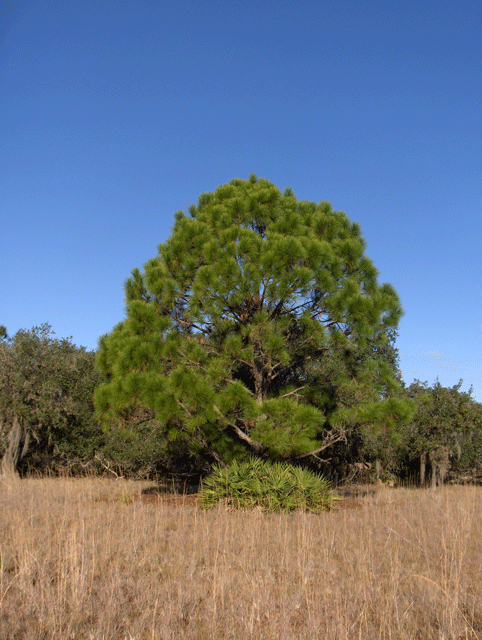
Mladý exemplář

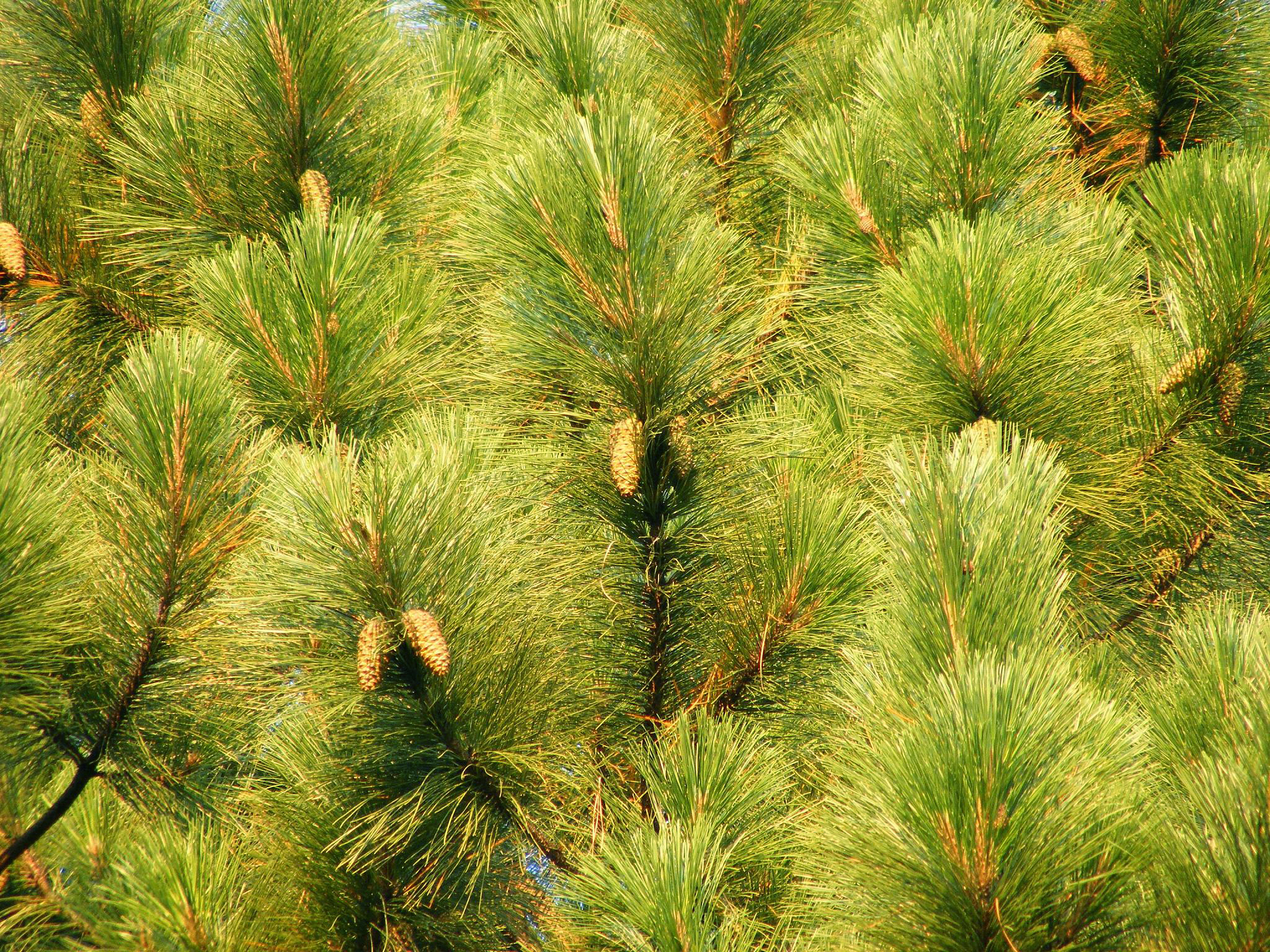
Jehlice a zrající šišky

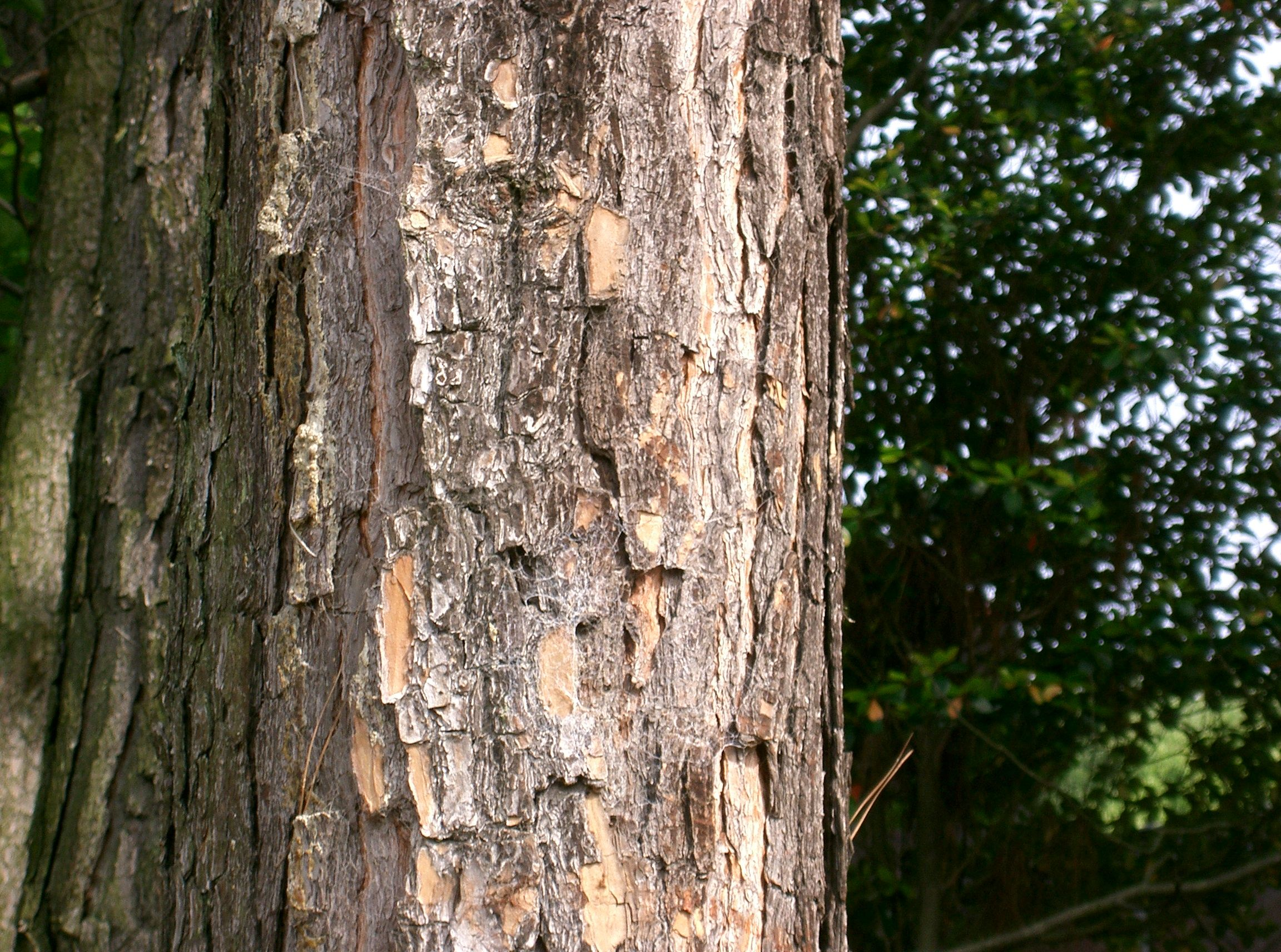
Kůra kmene

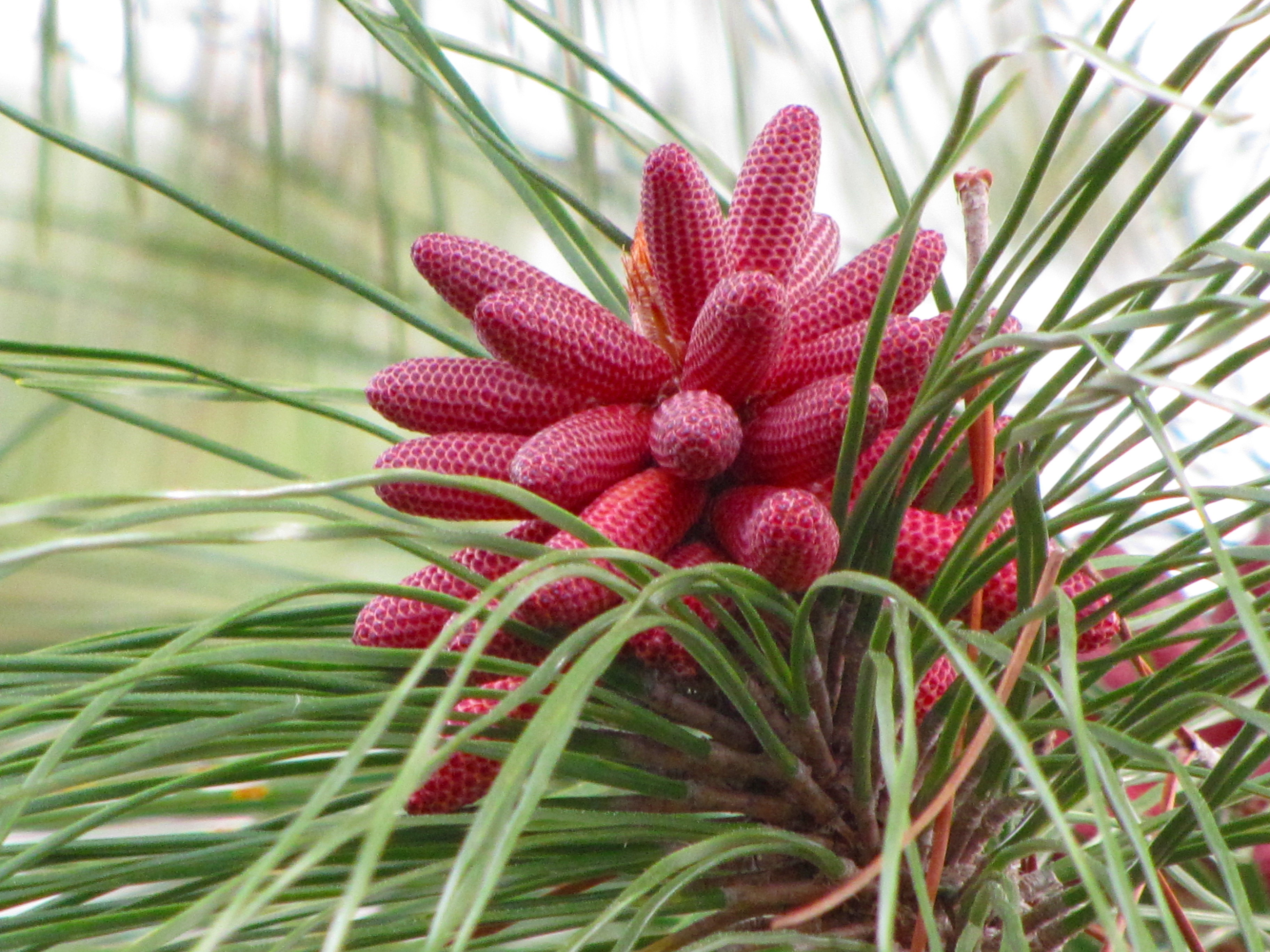
Samčí šištice

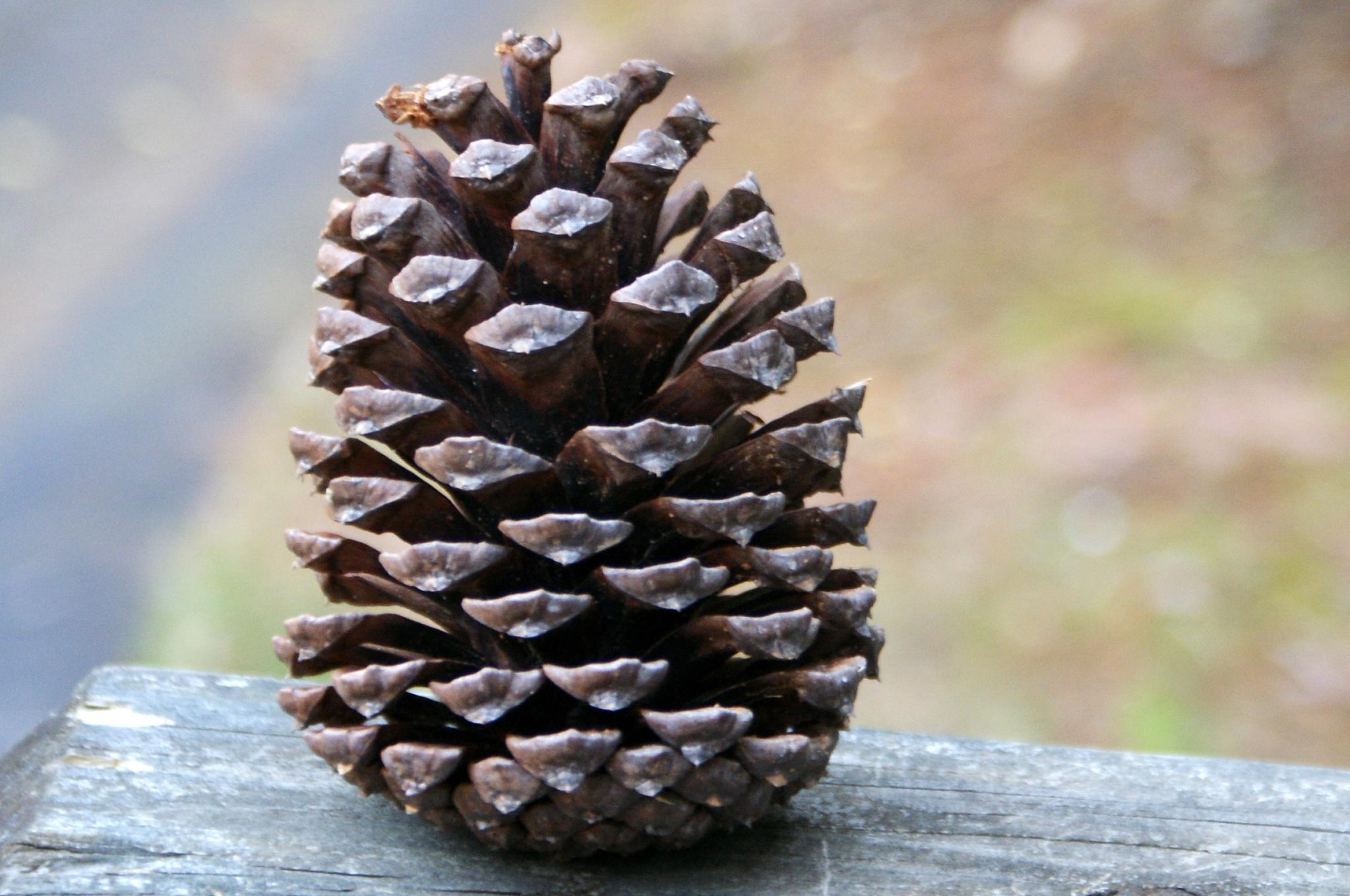
Šiška

Borovice Elliottova (Pinus elliottii) je středně vysoká dřevina pocházející z jihovýchodu Spojených států amerických, kde roste v subtropickém klimatu. V porovnání s ostatními borovicemi vyrůstá velmi rychle, ale průměrně jen do výšky 25 m, je krátkověká a dožívá se maximálně 200 let. Je počítána mezi čtyři nejdůležitější borovice Spojených států, v minulosti poskytovala základní suroviny pro stavbu lodí, v současnosti je zdrojem kvalitního řeziva.

## Rozšíření
Domovský areál borovice Elliottovy se rozkládá na území států Alabama, Florida, Georgie, Louisiana, Mississippi, Severní Karolína a Jižní Karolína. Je důležitým dřevařským stromem, který díky rychlému růstu a hodnotnému dřevu byl rozšířen do mnoha dalších subtropických oblastí, například do Jižní Ameriky (Argentina, Brazílie, Chile, Venezuela), Asie (Čína), Afriky (Jihoafrická republika, Zimbabwe), Austrálie (Queensland, Nový Jižní Wales), na Nový Zéland i Havajské ostrovy.

## Ekologie
Není příliš závislá na kvalitě půdy, ve které vyrůstá, například na poloostrově Florida roste nejčastěji v podzolové zemině, severněji se nachází na červených jílech vytvořených dlouhodobým zvětráváním minerálů ve vlhkém prostředí a nejseverněji se její původní areál nachází na nepřetvořené sedimentární hornině. Špatně se jí daří na hlubokých píscích, padesátiletý strom bývá na písčité půdě průměrně vysoký 23 m, kdežto na jílovité 27,5 m. Je netolerantní vůči stínu, hůře roste a nepříliš plodí v hustých porostech. Je diploidní druh s chromozomovým číslem 2n = 24.
Druh pochází z oblastí s teplým a vlhkým létem, teplejším a sušším podzimem a mírnou zimou, které se rozkládají od 27° po 35° severní zeměpisné šířky a bývají v nadmořské výšce do 150 m n. m. Roční srážky tam mívají hodnotu přibližně 1200 mm a z toho většina spadne v době léta, období sucha trvá 1 až 4 měsíce, průměrná roční teplota bývá 17 °C, vegetační období trvá okolo 250 dnů. Strom bez problému přežívá dlouhodobý pokles pod -5 °C, při hlubších mrazech bývá v mrazových kotlinách kůra na návětrné straně poškozována mrazovými deskami. Je odolný vůči vlhkému prostředí, často se nachází na zaplavovaném území, podél potoků, rybníků, po okrajích bažin a říčních zátok, snese půdu hodně vlhkou, ale provzdušněnou. Hojně je rozšířena v průmyslově zakládaných lesích - plantážích. Mladé porosty jsou náchylné k poškození požárem, proto se dřevina samovolně šíří a dobře přežívá spíše na opuštěných polích, kde je méně suchého klestí, vhodného hořlavého materiálu, a kde není v mládí zastíněna vysokými stromy. Mladé stromky při výšce do 4,5 m odolávají ohni jen málo, teprve později jim zesiluje kůra a stávají se odolnějšími.

## Popis
Borovice Elliottova dorůstá do výše průměrně 25 m a její rovný, kuželovitý kmen u takto vysokých stromů bývá v průměru hrubý asi 0,8 m. Kůra mívá barvu hnědou až purpurově hnědou a odlupuje se v šupinách. Větve vyrůstající v nepravidelných lichopřeslenech se stářím postupně svěšují. Pupeny na větvičkách jsou válcovité, stříbřitě hnědé. Jehlice válcovitého tvaru vyrůstají s pochvou společně ve svazcích po dvou až třech, na stromě přetrvávají obvykle dva roky, bývají 15 až 20 cm dlouhé a 1,5 mm široké, rovné či mírně zkroucené, žluté až modrozelené, dokola mají linie s dýchacími otvory a na koncích jsou ostře zašpičatělé. Strom má rozsáhlý postranní kořenový systém, který u starších jedinců bývá delší než dvojnásobek výšky stromu, čehož se využívá při stabilizaci půdy na erodovaných svazích. Hlavní kořen může být deformován v důsledku špatné techniky výsadby, omezené hloubky půdního horizontu nebo trvale vysoké hladiny podzemní vody.
Vývoj samčích šištic začíná koncem jara a na podzim jsou již viditelné jako malé pupeny v hroznech po 12 a více kusech, vyrůstajících ve spirále u základny jednoročních letorostů. Na počátku následného roku, v rozhraní ledna a února, jsou fialové, válcovité, asi 5 cm velké a mají zralý pyl. Samičí šištice se začínají vyvíjet koncem srpna, koncem roku jsou již patrné ve shlucích nebo jednotlivě na jednoletých nebo dvouletých letorostech v horní části koruny. Koncem ledna jsou červené až fialové a 2,5 cm dlouhé, na pyl jsou vnímavé jen po několik dnů, doba vhodná k opylení všech šištic na jednom stromu trvá asi dva týdny. Krátce po opylení se vývoj semen v šiškách zastaví a dozrávají až třetím rokem, přibližně 20 měsíců po opylení.
Zralé šišky jsou dlouhé 10 až 15 cm a otvírají se koncem léta, v suchém roku dříve a ve vlhkém o něco později. Semena jsou elipsoidní, 6 mm dlouhá, tmavě hnědá a mají průsvitné křídlo až 2 cm dlouhé. Hmotnost semen je velmi rozdílná, počítá se v průměru 30 000 ks do 1 kg. Více než 90 % semen je větrem zaneseno do vzdálenosti nejdále 45 m od mateřského stromu, o rozptýlení semen do větší dálky se obvykle zaslouží semenožraví ptáci. Celkově je výnos životaschopného osiva i v semenných sadech poměrně slabý. Nejmohutnější jedinec borovice Elliottovy je evidován na Floridě, je vysoký 42 m, má šířku koruny 17 m a průměr kmene 105 cm.

## Rozmnožování
Stromy vyrostlé ze semen začínají vytvářet plodné šištice mezi 10 a 15 léty, kdežto vypěstované z roubů na podnožích již za dva či tři roky; stromy rostoucí ve větším rozestupu od sebe plodí dřív a mívají více semen. Klíčivost semen je vyšší, pokud se šišky otrhají několik týdnů před plnou zralostí. Při dostatku vláhy v půdě čerstvá semena po vysetí vzklíčí do 2 týdnů. Mají průměrně sedm děložních lístků, klíčí epigeicky a semenáče rostou bez travnaté fáze. Při uložení v chladu si semena podrží klíčivost i několik let; jsou rozličně velká, z menších semen vyrůstají nižší semenáče, ale přežití v terénu a průměrná výška je ve dvou létech po výsevu zhruba stejná.
Při vegetativním rozmnožování jsou sadbové podnože očkovány spícím nebo bdícím očkem. Rouby sázené přímo do půdy zakořeňují chabě, ať již jsou z bočních větví nebo vrcholů.

## Význam
Borovice Elliottova se pěstuje hlavně na dřevo, její nové porosty se zakládají za účelem jeho intenzivního zhodnocení. Má rychlý nárůst objemu dřeva již v raném věku, téměř tři čtvrtiny padesátiletého výnosu z plantáží je vyprodukováno již ve 30 až 40 létech věku, kdy je maximální přírůstek prodejního objemu.
Dřevo má jádro červenohnědé a nažloutlou běl, je silné, tuhé, těžké a velmi trvanlivé, poměrně těžce se opracovává ručním nástroji. Pro svůj rovný růst je vhodné pro stavební kulatinu, sloupy, piloty, železniční pražce, používá se na dýhy, dřevotřískové desky a buničinu. Ze všech amerických borovic přináší nejvyšší výtěžnost pryskyřice a následných produktů, mezi ně patří např. terpentýn, používaný ve farmacii, kosmetice i v potravinářství, stejně jako oleoresin, polotovar pro různé balzámy. Pryskyřice se získává zraňováním kůry kmene a následným jímáním výtoku nebo destilací dřeva z poraženého stromu.

## Invazivita
Na některých nově osázených místech druh unikl z kultivace do domácí přírody a stal se agresivní invazní plevelnou dřevinou. Samovolně vyrostlé stromy vytvářejí husté porosty, jež stíní jiným, ohrožují domácí rostlinné i živočišné druhy a mění původní ekosystém. Například v Jihoafrické republice borovice Elliottova svévolně vytvořila husté porosty v horských mokřadech, kde snižují odtok vody z horských povodí, přerůstají původní druhy, zmenšují travnatou plochu vhodnou pro pastvu a zvyšují nebezpečí požárů. Obdobným nepřítelem se stala ve statě São Paulo v Brazílii, kde se po 22 letech od vysázení prvního stromu staly mnohé územní části cerrada hustým borovým lesem, což těžce poškozuje tamní biodiverzitu. V Austrálii v Queenslandu se zase následkem nekontrolovaného šíření a ideálních podmínek mění řídké eukalyptové lesy na lesy borové.